# More Than a Game
More Than a Game, skriven av Peter Jöback och Lasse Holm, är en fotbollslåt som var den officiella sången för Europamästerskapet i fotboll för herrar 1992 i Sverige. Peter Jöback och Towe Jaarnek spelade in sången i duett, och singeln nådde som bäst 30:e plats på den svenska singellistan. "More Than a Game" handlar om lagkänsla inom fotbollen.

## Låtlista
1. More Than a Game (Duett Towe Jaarnek-Peter Jöback)
2. More Than a Game (Instrumental)

## Listplaceringar
| Lista (2009) | Topplacering |
| ------------ | ------------ |
| Sverige      | 30           |